# Joss Flühr
Josephine Petronella Maria (Joss) Flühr (Amsterdam, 19 november 1940) is een Nederlandse actrice.
Flühr was voor het eerst te zien in de VARA-serie "Voorwaarts en niet vergeten" (1977) waarin ze socialistische strijdliederen zong. In 1981-1982 acteerde ze in de VPRO-televisieserie De lachende scheerkwast. Ze speelde hierin de rol van Marion Drissen-Falderé. In 1984 speelde Flühr in de film Ciske de Rat. Hierin had ze de rol van mevrouw Keulemans. Van 1990-1993 had Flühr een bijrol in de Nederlandse soapserie Goede tijden, slechte tijden als mevrouw Barendsen. Na deze rol was ze in 1993 gedurende zeven afleveringen te zien in de dramaserie Vrouwenvleugel als bewaakster Truus de Hoop. In 1997 zagen we Flühr terug, toen ze een gastrol speelde in de soapserie Goudkust als Johanna Korber.
Flühr was getrouwd met de acteur Onno Molenkamp.

## Carrière
- De lachende scheerkwast - Marion Drissen-Falderé (1981 en 1982)
- Er waren twee koningskinderen - Tante Lydia (1982)
- Ciske de Rat - Mevrouw Keulemans (1984)
- Opzoek naar Yolanda - Marion Drissen (1984)
- Plafond over de vloer - Verpleegster streekziekenhuis (1986)
- Zeg 'ns AAA - Patiënt (1989)
- Medisch Centrum West - Saar Liebrechts (1989)
- Goede tijden, slechte tijden - Mevrouw Barendsen (1990 t/m 1993)
- We zijn weer Thuis - Hoofdzuster Bakker (1991)
- Niemand de deur uit! - Jacqueline (Afl. Tegen en voorspoed, 1992)
- Het Zonnetje in Huis - Receptioniste (episode 1.4, 1994)
- Vrouwenvleugel - Truus de Hoop (1993)
- Goudkust - Johanna Körber (1997)
- Oppassen!!! - Eefje (1998)
- Het Zonnetje in Huis - Monika (Aflevering 5.12, 1998)
- All Stars - Kantine-vrijwilligster (1999)
- Westenwind - Moeder Hazelhof (1999)
- Samen - Mevrouw Ludy (2005)
- Sonny Boy - Vrouw op strand (2011)
- Malaika - Jannie de Groot (2013)